# Topologie géométrique
Ne doit pas être confondue avec la topologie géométrique (en), une topologie sur un certain ensemble de 3-variétés.
En mathématiques, la topologie géométrique est l'étude des variétés et des applications entre elles, en particulier les plongements d'une variété dans une autre.

## Sujets
Quelques exemples de sujets en topologie géométrique sont l'orientablité, la décomposition en anses, la platitude locale et le théorème de Jordan-Schoenflies dans le plan et en dimensions supérieures.
En toutes dimensions, le groupe fondamental d'une variété est un invariant très important et détermine une grande partie de la structure ; en dimensions 1, 2 et 3, les groupes possibles sont restreints mais en dimension 4 et au-delà, tout groupe de présentation finie est le groupe fondamental d'une variété (il suffit de le démontrer en dimensions 4 et 5, puis de prendre des produits par des sphères pour obtenir les dimensions supérieures).
En topologie en basses dimensions, les surfaces (2-variétés), les 3-variétés et les variétés de dimension 4 (en), sont des familles ayant chacune sa propre théorie, entre lesquelles il existe des connexions.
La théorie des nœuds est l'étude des plongements de cercles (dimension 1) dans un espace à trois dimensions.
En topologie en dimensions supérieures, des invariants de base sont les classes caractéristiques  et la théorie de la chirurgie est une approche fructueuse.
La topologie en basses dimensions est fortement géométrique, comme le reflètent le théorème d'uniformisation en dimension 2 — toute surface admet une métrique riemannienne de courbure constante, ce qui permet une classification en trois géométries : sphérique (courbure positive), plate (courbure nulle) ou hyperbolique (courbure négative) — et la conjecture de géométrisation de Thurston (démontrée par Perelman) en dimension 3 — toute 3-variété peut être découpée en morceaux dont chacun n'a que huit géométries possibles.
La topologie en dimension 2 peut être étudiée comme une géométrie complexe en une variable (les surfaces de Riemann sont des variétés complexes de dimension 1) — par le théorème d'uniformisation, toute classe conforme de métriques est équivalente à une unique métrique complexe — et la topologie en dimension 4 peut être étudiée du point de vue de la géométrie complexe en deux variables (surfaces complexes) ; cependant, une variété de dimension 4 n'admet pas toujours de structure complexe.

## Dimension
La théorie s'organise de manière radicalement différente selon qu'il s'agit de variétés de grande ou de petite dimension.
Ce que l'on appelle « topologie en dimensions supérieures » correspond aux variétés de dimension 5 et au-delà ou, en termes relatifs, aux plongements de codimension 3 et plus, tandis que la « topologie en bases dimensions » concerne des variétés de dimension jusqu'à 4 ou des plongements de codimension inférieure ou égale à 2.
La dimension 4 est particulière : elle s'apparente aux dimensions supérieures par certains aspects (topologiques) et aux basses dimensions par d'autres (différentiables) ; ce chevauchement apporte des phénomènes spécifiques à la dimension 4, comme les structures différentiables exotiques sur ℝ4 (en). Ainsi, la classification topologique des variétés de dimension 4 est en principe facile et les questions clés sont : une variété topologique donnée possède-t-elle des structures différentiables et si oui, combien ? Notamment, le cas lisse de la dimension 4 est le dernier cas ouvert de la conjecture de Poincaré généralisée (en) (voir Torsions de Gluck).
Cette distinction est due au fait que la théorie de la chirurgie fonctionne pour les variétés de dimension supérieure ou égale à 5 (et même en dimension 4 pour l'aspect topologique, mais c'est très délicat à démontrer) et contrôle algébriquement leur comportement. En dimension inférieure ou égale à 4 (ou 3 pour les aspects topologiques), la chirurgie de fonctionne pas et d'autres phénomènes apparaissent. De fait, une approche en basses dimensions est de se demander : « que prédirait la théorie de la chirurgie, si elle était applicable ? » et de comprendre les phénomènes de basse dimension comme des déviations de cela.

L'astuce de Whitney nécessite 2 + 1 dimensions, donc la théorie de la chirurgie en nécessite 5.

La raison précise du point de césure de la dimension 5 est que dans le théorème de plongement de Whitney, l'astuce technique clé qui sous-tend la théorie de la chirurgie nécessite 2 + 1 dimensions. En gros, l'astuce de Whitney permet de « dénouer » des sphères nouées, plus précisément : de faire une ablation des auto-intersections d'immersions ; elle le fait via une homotopie d'un disque — le disque est de dimension 2 et l'homotopie ajoute une dimension — donc en codimension supérieure à 2, cela peut se faire sans auto-intersection, si bien que les plongements de codimension plus grande que 2 peuvent être compris par chirurgie. L'astuce de Whitney fonctionne quand la demi-dimension est de codimension supérieure à 2 (en gros, 2½ suffit, donc une dimension totale de 5 suffit). Une conséquence importante est le théorème de h-cobordisme (en) de Smale, en dimension supérieure ou égale à 5, qui est à la base de la théorie de la chirurgie.

## Histoire
On peut considérer que la topologie géométrique, en tant que domaine distinct de la topologie algébrique, est née de la classification des espaces lenticulaires en 1935 par la torsion de Reidemeister (en), qui nécessita de distinguer des espaces homotopiquement équivalents mais non homéomorphes. Ce fut l'origine de la théorie de l'homotopie simple (en).